# Donji Grahovljani
Donji Grahovljani – wieś w Chorwacji, w żupanii pożedzko-slawońskiej, w mieście Pakrac. W 2011 roku liczyła 33 mieszkańców.